# Damalina semperi
Damalina semperi là một loài ruồi trong họ Asilidae. Damalina semperi được Osten-Sacken miêu tả năm 1882. Loài này phân bố ở miền Ấn Độ - Mã Lai.